# Кайрский договор
Кайрский договор (оригинальное название — лат. Pacta conventa inter dominium Crymense et Exercitum Zaporoviensem gentemque Parvae Rossiae in perpetuam amicitiam, confraternitaten et unionem armorum indissolubilem, circa Cairam — договор между Крымским государством и Запорожским Войском и народом Малороссии, заключенный для вечной дружбы, братства и неразрывного военного союза) — договор на латинском языке между Гетманщиной, представленной эмиграционным правительством Филиппа Орлика, и Крымским ханством, подписанный 23 января 1711 года.
Сначала договор был оформлен в виде присяжной грамоты, подписанной послами от эмиграционного правительства Филиппа Орлика — Дмитрием Горленко и от Крымского ханства — мурзой Девлет-шахом на посольском съезде, который проходил вблизи брода Кайр на реке Днепр (в современном Никопольском районе Днепропетровской области). Позже текст договора в ответ на «Главные пункты для переговоров о договоре с ханом и Крымским государством» 1710 года подтвердил своей подписью хан Девлет II Гирей. Текст документа сплошной, без разделения на статьи.
Договор охватывает, хотя и в менее четкой форме, часть требований, изложенных в «Главных пунктах…». В то же время он не содержит норм, не предложенных Гетманщиной. Крымские послы не включили в договор почти ничего из политического блока требований Гетманщины. По своей сути это было соглашение крымского хана с малороссийским казачеством как с военной организацией об оборонительно-наступательном военном союзе Гетманщины с Крымским ханством. Отмечались намерения сторон осуществлять скоординированную внешнюю политику — в частности, согласовывать содержание переговоров и сделок с Российским царством. Крымское ханство не брало на себя никаких политических обязательств. Вопросы государственной принадлежности территории Гетманщины в соглашении не фигурировали. С другой стороны, провозглашалось право жителей Гетманщины на самоопределение и невмешательство в их внутренние дела со стороны Крыма, а также неприкосновенность имущества казаков, культовых сооружений и церковного имущества. Подтверждались льготы казачества на промыслы в пределах территории Крымского ханства.
Заложником, то есть гарантом выполнения Кайрского договора, в Бахчисарае остался Григорий Орлик.
Сразу после заключения Кайрского договора был предпринят поход на Правобережную Украину, организованный Крымским ханством, эмиграционным правительством Филиппа Орлика и сторонниками Станислава Лещинского.
Впервые Кайрский договор опубликовал в 1847 году Осип Бодянский с копии XVIII века, сделанной Николаем Ханенко. Копии Кайрского договора хранятся в архиве Министерства иностранных дел Франции.